# La Sauleda (l'Estany)

La Sauleda, respecte del terme de l'Estany

La Sauleda és un paratge constituït per camps de conreu del terme municipal de l'Estany, a la comarca del Moianès.
És un ample paratge situat a la part central-nord del terme municipal, al nord-est del nucli del poble de l'Estany, a dreta i a esquerra de la Riera de l'Estany. És al sud-est del Polígon industrial de l'Estany, a llevant de la Fàbrega i a ponent del vessant occidental del Serrat de la Creu de Senties.